# Роман-ріка
Роман-ріка (фр. roman-fleuve) — низка романів, кожен з яких, будучи самостійним твором, пов'язаний з іншими спільною долею героїв та фабули. Термін запроваджений Роменом Ролланом в 1908 році для характеристики свого циклу творів «Жан-Крістоф».
До романів-рік відносяться:
- «Людська комедія» Оноре де Бальзака;
- «Ругон-Маккари» Еміля Золя;
- «Національні епізоди» Беніто Переса Гальдоса;
- «Жан-Христоф», «Зачарована душа» Ромена Роллана;
- «У пошуках утраченого часу» Марселя Пруста;
- «Життя і пригоди Салавена», «Хроніка родини Паск'є» Жоржа Дюамеля.

До цього жанрового різновиду можна віднести й менші за обсягом твори, такі як «Сага про Форсайтів» Джона Голсуорсі, «Родина Тібо» Роже Мартена дю Ґара. В українській літературі до цього жанру можна зарахувати такі твори, як «Мазепа» (цикл з V романів) Богдана Лепкого, «Ost» (цикл з III романів) Уласа Самчука.